# Challenger de Buenos Aires 2013
Il Challenger de Buenos Aires 2013, noto anche come Copa Topper per motivi di sponsorizzazione, è stato un torneo di tennis facente parte della categoria ATP Challenger Tour nell'ambito dell'ATP Challenger Tour 2013. È stata la 4ª edizione del torneo che si è giocato a Buenos Aires in Argentina dal 21 al 27 ottobre 2013 su campi in terra rossa e aveva un montepremi di €75,000.

## Partecipanti singolare

### Teste di serie
| Nazionalità | Giocatore              | Ranking* | Testa di serie |
| ----------- | ---------------------- | -------- | -------------- |
| Argentina   | Guido Pella            | 93       | 1              |
| Argentina   | Diego Schwartzman      | 107      | 2              |
| Colombia    | Alejandro González     | 111      | 3              |
| Brasile     | Thomaz Bellucci        | 119      | 4              |
| Portogallo  | Gastão Elias           | 125      | 5              |
| Brasile     | Rogério Dutra da Silva | 127      | 6              |
| Spagna      | Pere Riba              | 133      | 7              |
| Brasile     | João Souza             | 134      | 8              |

- Ranking al 14 ottobre 2013.

### Altri partecipanti
Giocatori che hanno ricevuto una wild card:
- Pedro Cachín
- Pablo Cuevas
- Andrés Molteni
- Eduardo Schwank

Giocatori che sono passati dalle qualificazioni:
- Andrea Collarini
- Federico Coria
- Gabriel Alejandro Hidalgo
- Pedro Sousa

## Vincitori

### Singolare
Pablo Cuevas ha battuto in finale  Facundo Argüello con il punteggio di 7–6(6), 2–6, 6–4.

### Doppio
Máximo González /  Diego Schwartzman hanno battuto in finale  Rogério Dutra da Silva /  André Ghem con il punteggio di 6–3, 7–5.